# Budynek Muzeum Etnograficznego w Toruniu
Budynek Muzeum Etnograficznego w Toruniu – dawny arsenał artyleryjski Twierdzy Toruń, od 1959 roku siedziba Muzeum Etnograficznego w Toruniu.
Budynek w stylu klasycystycznym powstał w 1824 roku w sąsiedztwie wyburzonego w tym samym roku kościoła św. Wawrzyńca. Powstał on podczas budowy pierwszego etapu rozbudowy Twierdzy Toruń. Pełnił funkcję wozowni, magazynu broni, redity. Z każdej strony budynku były po dwie bramy wjazdowe. Wewnątrz obiektu zachowała się strzelnica, ruchome pomosty do dział oraz jego szczytach żurawie do wciągania ładunków. Wzmocnione naroża były przykryte wypełnionym piaskiem stropem odpornym na bombardowanie. Prawdopodobnie miały służyć obrońcom jako punkt oporu.